# Двухцветная радужница
Двухцветная радужница (лат. Donacia bicolora) — вид жуков-листоедов из подсемейства радужниц. Распространён в Европе, на Кавказе, в Малой Азии, на Ближнем Востоке, в Иране, на юге Западной Сибири, в Саянах, Казахстане и Узбекистане.

## Описание
Имаго длиной 8,5—11 мм. Тело светло золотисто-жёлтое или бронзовое, реже медное, зелёное или синеватое, с матовым шелковистым отливом. Нижняя сторона в длинных золотисто-жёлтых волосках. Данный вид характеризуется следующими признаками:
- надкрылья плоские, на каждом из них по семь вдавлений: четыре у шва, два вдоль бокового края и одно косое близ плеча, иногда некоторые могут соединяться вместе;
- задние лобные бугорки явственные.

Личинки длиной 8—16 мм, белые с рыжеватыми головой и ногами. Голова маленькая слабо хитинизированная. Ноги трёхчлениковые.

## Развитие
Самки откладывают яйца на подводные части кормовых растений близ поверхности воды, укладывая их кучками или рядами.

## Экология
Обитают на берегах пресноводных озёр и рек. Кормятся листьями (осоки, камыша, стрелолиста, частухи, ежеголовника и манника), расположенными над водой. Голодный жук, сидящий на поверхности листа кормового растения, наклоняя голову так, что мандибулы перпендикулярны листу, начинает живать лист направляя головой из стороны в сторону. Сначала жук прогрызает небольшую ямку, которую затем постепенно расширяет по сторонам и вперёд, но не пересекая жилки листа.